# Яксін
Яксін (пол. Jaksin, нім. Jexau) — село в Польщі, у гміні Борув Стшелінського повіту Нижньосілезького воєводства.
Населення — 112 осіб (2011).
У 1975-1998 роках село належало до Вроцлавського воєводства.

## Демографія
Демографічна структура станом на 31 березня 2011 року:
|          | Загалом | Допрацездатний вік | Працездатний вік | Постпрацездатний вік |
| -------- | ------- | ------------------ | ---------------- | -------------------- |
| Чоловіки | 58      | 9                  | 43               | 6                    |
| Жінки    | 54      | 9                  | 30               | 15                   |
| Разом    | 112     | 18                 | 73               | 21                   |